# スターバト・マーテル (ロッシーニ)
『スターバト・マーテル』（Stabat Mater）は、ジョアキーノ・ロッシーニが作曲した声楽作品。現在知られる形で完成したのは1841年で、1842年にパリで初演して大きな反響を得た。全10曲からなり、演奏時間は約60分。
1829年に『ギヨーム・テル』を初演して以来ロッシーニはオペラ作曲の筆を折り、ほとんど作曲することがなくなったが、本曲はそれ以降に書かれた数少ない作品のひとつである。

## 作曲の経緯
1831年、ロッシーニは友人でパリの銀行家のアレクサンドル＝マリー・アグアドとともにスペインのマドリードに旅行した。そこでアグアドの友人のフランシスコ・フェルナンデス・バレラという聖職者からスターバト・マーテルの作曲を依頼された。
当時はペルゴレージの『スターバト・マーテル』に強い人気があり、ロッシーニはあまり作曲に乗り気ではなかった。依頼を引きうけたが、6曲（現行版の第1曲と第5-9曲）のみを作曲し、残る6曲はジョヴァンニ・タドリーニに代作を頼んだ。この合作版（1832年版）は1833年の聖金曜日にマドリードで初演されたが、初演をロッシーニ本人が聞くことはなかった。ロッシーニはこの版を出版も再演もしなかった。
依頼者のバレラの死後、その楽譜をパリの出版者であるオラニエ(Aulagnier)が入手して出版した。ロッシーニはその半分が自作でないことを気にして、自力で全曲を完成させることを決断した。この新しい『スターバト・マーテル』の版は全部で10曲からなり、1841年末までに完成した。
1842年1月7日にパリのイタリア劇場で初演され、聴衆は熱狂的に迎えた。その年のうちにヨーロッパ29都市で上演された。
イタリア初演は同年3月にボローニャで行われ、ドニゼッティが指揮した。またヴェルディはいくつかの挿入アリアを書いた。
なお、元の合作版についてはボーカルスコアしか残っていなかったが、再オーケストレーションをほどこしたバージョンの録音がNAXOSから2016年にリリースされた。

## 評価
『スターバト・マーテル』は初演当時から非常に人気があり、現在も上演されているが、その一方で「オペラ的」、すなわち旋律に富み外向的で、宗教曲としての真摯さを欠くという批判が行われるようになった。しかしながら本曲の構成やオーケストレーションや合唱はオペラのものとは全く異なっており、オペラ的であるという批判は当たらない。
別の批判として、曲が歌詞の意味を無視しているというものがある。

## 編成
- ソプラノ2人、テノール、バスの四重唱、混声四部合唱(SSTB)。
- フルート2、オーボエ2、クラリネット2、ファゴット2、ホルン4、トランペット2、トロンボーン3、ティンパニ、弦5部。

## 曲の構成
日本語の題名は『声楽曲鑑賞辞典』によった。
1. Stabat mater dolorosa（悲しみに沈める聖母は涙にむせびて、第1節）
序曲、Andantino maestoso。管弦楽の前奏と合唱および四重唱。
2. Cujus animam（嘆き憂い悲しめるその御魂は、第2-4節）
テノールのアリア、Allegretto maestoso。もっとも有名な曲。
3. Quis est homo（キリストの御母のかく悩み給えるを見て、第5-6節）
2人のソプラノによる二重唱、Largo。
4. Pro peccatis（聖母は、イエスが人々の罪のため、第7-8節）
バスのアリア、Allegretto maestoso。
5. Eja, Mater（慈しみの泉なる御母よ、第9-10節）
無伴奏の合唱とバスのレチタティーヴォ、Andante mosso（途中で速度は変化する）。
6. Sancta Mater（ああ聖母よ、第11-15節）
四重唱、Allegretto moderato。全曲中でもっとも起伏に富む。第11節はテノール独唱、第12節は第1ソプラノとテノールの二重唱、第13節は第2ソプラノとバスの二重唱、第14節と第15節は四重唱で歌われる。
7. Fac ut portem（われキリストの死をおわしめ、第16-17節）
第2ソプラノのカヴァティーナ、Andante grazioso。
8. Inflammatus（聖なる処女よ、第18-19節）
第1ソプラノのアリアと合唱、Andante maestoso。激しい金管楽器の響きにはじまる劇的な曲。
9. Quando corpus morietur（肉体は死して朽つるとも、第20節）
無伴奏の四重唱、Andante。
10. In sempiterna saecula. Amen（アーメン）
終曲、Allegro。ポリフォニックなアーメンコーラスの後、第1曲の序奏が戻ってくる。

## 使用
第2曲「Cujus animam」はしばしば単独のアリアとして歌われる。ウディ・ハーマンのジャズ曲「ブルース・オン・パレード」の旋律としても使われた。